# 槭雪盾介殼蟲
槭雪盾介殼蟲（学名：Chionaspis sozanica）为盾介殼蟲科雪盾介殼蟲屬下的一个种。